# Clare Coulter
Pour les articles homonymes, voir Coulter.
Clare Coulter est une actrice canadienne née en 1942 en Ontario.

## Filmographie

### Cinéma
- 1982 : By Design (en) : Mlle Hirshorn
- 1982 : Meurtre par téléphone (Murder by Phone) de Michael Anderson : Bag Lady
- 1983 : The Wars : Eena
- 1985 : Mort par ordinateur : Nurse Barton
- 1986 : The Last Season : Marie Jazda
- 1995 : When Night Is Falling : Tillie
- 1997 : La Guerre des fées : Mlle Brambie
- 1999 : Les Cinq Sens : Clare
- 2002 : Saint Monica : Mary
- 2003 : Hollywood North : Lindsay Marshall
- 2006 : Loin d'elle : Phoebe Hart
- 2015 : The Saver : Madame Cooper
- 2017 : Les Rois mongols : Rose Robinson

### Télévision
- 1975 : Performance (1 épisode)
- 1985 : Evergreen (en) : Mary Malone (3 épisodes)
- 1986 : The Marriage Bed : Margaret Neilson
- 1986 : Ray Bradbury présente : la propriétaire du magasin (1 épisode)
- 1990 : Street Legal (en) : Alexandra Mann (1 épisode)
- 1991 : Deadly Betrayal: The Bruce Curtis Story : Alice Curtis
- 1995 : Fausse piste (The Shamrock Conspiracy) : Mae Dillon
- 1997 : The Newsroom : la mère de George (2 épisodes)
- 1998 : Un tandem de choc (Due South) : Barbara Kowalski (1 épisode)
- 1998-2001 : Amandine Malabul : Miss Amelia Cackle (38 épisodes)
- 1999 : Foolish Heart : le psychiatre (1 épisode)
- 1999 : Émilie de la nouvelle lune (en) : la Reine Victoria (1 épisode)
- 2002 : Chasing Cain: Face
- 2003 : Coast to Coast : Juliette
- 2003 : A Taste of Shakespeare : la première sorcière (1 épisode)
- 2004-2005 : This Is Wonderland (en) : Ellie Germaine (3 épisodes)
- 2005-2006 : The New Worst Witch (en) : Miss Amelia Cackle (7 épisodes)
- 2010-2011 : Living in Your Car : Jess Unger (5 épisodes)
- 2015 : Helix : Sœur Agnes (5 épisodes)
- 2016 : American Gothic : Ramona Canby (1 épisode)
- 2022 : Transplant : Baba Jody Babich (1 épisode)
- 2022 : Three Pines : Ruth Zardo (6 épisodes)

## Voix françaises
- Marie-Martine dans Amandine Malabul (1998-2001)
- Frédérique Cantrel dans Transplant (2022)